# 机动战士GUNDAM 黑衣的狩人
《机动战士高达 黑衣的狩人》（機動戦士ガンダム 黒衣の狩人）是万乘大智执笔的日本高达系列漫画作品。

## 简介
小学馆的月刊少年漫画杂志《周刊少年Sunday S》于2013年2月号（2012年12月24日发行）开始连载，2013年6月号（2013年4月25日发行）完结。共5话，亦有推出全1卷的单行本。
虽然本作基于宇宙世紀的世界观，但本作中并无GUNDAM登场。

## 剧情
一年战争末期的宇宙世纪0079年。在地球的卫星轨道上，吉翁军中狩猎联邦军吉姆的MS部队，被称为“狩人部队”而被联邦军所恐惧。“狩人部队”的指挥官沃尔夫冈少佐，因驾驶黑色涂装的MS而被畏称为“黑衣的狩人”。在一次战斗中，联邦军的MS驾驶员布兰顿卑鄙地利用载有平民的民用太空船当做屏障来攻击沃尔夫冈，遭到攻击的沃尔夫冈错手击爆了太空船。沃尔夫冈不仅卷入了爆炸中而导致身残，又因攻击民用太空船而名誉扫地。之后战局恶化，在补给不足的情况下，沃尔夫冈驾驶处于半废弃状态的MS——兹达继续执行任务。
另一方面，联邦军在缴获的吉翁军契贝级战舰装满炸弹，用其进行的毁灭吉翁军月球格拉纳达基地的秘密作战。“狩人部队”与其进行交战，干掉了对契贝级进行护航的布兰顿并重创契贝级。沃尔夫冈因驾驶的兹达耗尽了弹药，所以利用兹达的设计缺陷，驾机撞毁了坠向北爱尔兰的契贝级。

## 登场人物

### 吉翁公国军
沃尔夫冈
本作男主人公，军衔为少佐。“狩人部队”的指挥官，作为王牌飞行员击坠了大量MS和舰艇，因驾驶黑色涂装的扎古Ⅱ所以被称为“黑衣的狩人”。
战斗时不喜欢作无意义的杀戮，会给丧失战意的敌人一点时间来逃跑（如果敌人不立即逃跑的话沃尔夫冈立刻就是进行攻击）。
在地球轨道上能够利用大气层的张力做出类似打水漂的移动动作。
在与布兰顿的战斗中，因布兰顿利用民用太空船当做盾牌击伤了沃尔夫冈的扎古Ⅱ，以致沃尔夫冈错手击爆了太空船。沃尔夫冈因卷入了爆炸而失去了右眼和右腕，又因联邦军的宣传而背上了杀害平民的污名。在右腕装上假肢后，驾驶兹达继续执行任务。但已不会救助击坠军舰上的逃出人员。
サキエ
沃尔夫冈的未婚妻。不顾沃尔夫冈的反对秘密入伍，并按志愿成为“狩人部队”母舰的操作人员。战后成为作家，出版了记录“狩人部队”的书籍——《黑衣的狩人》。
《黑衣的狩人》一书因过度美化“狩人部队”而遭到联邦一方媒体的指责。
奥兰多
狩人部队姆塞级母舰的舰长，大尉军衔。
乔纳森
狩人部队的学生兵。

### 地球联邦军
布兰顿
联邦军的MS驾驶员。男性，原为少尉军衔，所罗门战役后晋升为中尉。
西蒙·休斯
出身自北爱尔兰的联邦军情报部将校。
山口
担任联邦军缴获的契贝级战舰的舰长。

## 出版信息
2013年5月22日出版，ISBN 978-4-09-124309-6。